# Vamos pro Mundo
Vamos pro Mundo é um dos dois álbuns (o outro foi Linguagem do Alunte) lançados em 1974 pelo grupo musical Novos Baianos.

## Faixas
| Lado A |                                                     |         |  |
| N.º    | Título                                              | Duração |  |
| 1.     | ""Vamos pro mundo"" (Luiz Galvão, Pepeu Gomes))     | 2:21    |  |
| 2.     | "Guria" (Luiz Galvão, Moraes Moreira)               | 5:10    |  |
| 3.     | "Na Cadência do Samba" (Paulo Gesta, Ataulfo Alves) | 3:29    |  |
| 4.     | "Tangolete" (Luiz Galvão, Moraes Moreira)           | 1:56    |  |
| 5.     | "América Tropical" (Pepeu Gomes, Moraes Moreira)    | 4:25    |  |
| 6.     | "Chuvisco" (Pepeu Gomes, Moraes Moreira)            | 2:44    |  |

| Lado B |                                                                           |         |  |
| N.º    | Título                                                                    | Duração |  |
| 1.     | "Escorrega Sebosa" (Paulinho Boca de Cantor, Luiz Galvão, Moraes Moreira) | 4:02    |  |
| 2.     | "Ô Menina" (Luiz Galvão, Pepeu Gomes, Moraes Moreira)                     | 3:04    |  |
| 3.     | "Um Dentro do Outro" (Jorginho Gomes, Pepeu Gomes)                        | 3:11    |  |
| 4.     | "Um Bilhete Pra Didi" (Jorginho Gomes)                                    | 5:46    |  |
| 5.     | "Preta Pretinha no Carnaval" (Luiz Galvão, Moraes Moreira)                | 3:25    |  |

1. ↑  http://dicionariompb.com.br/os-novos-baianos/dados-artisticos